# Survive (B'z)
Survive è il nono album in studio del gruppo rock giapponese B'z, pubblicato nel 1997.

## Tracce
1. Deep Kiss
2. Suima-Yo!! (スイマーよ！！)
3. Survive
4. Liar! Liar!
5. Hapinesu (ハピネス)
6. Fireball
7. Do Me
8. Naite Naite Nakiyandara (泣いて泣いて 泣きやんだら)
9. Cat
10. Dattara Agechaeyo (だったらあげちゃえよ)
11. Shower
12. Calling

## Formazione
- Koshi Inaba
- Takahiro Matsumoto